# Фиорильо, Фернандо
Фернандо Фиорильо де ла Роса (исп. Fernando Fiorillo de la Rosa; родился 23 ноября 1956 года в Соледаде) — колумбийский футболист, полузащитник. Известен по выступлениям за клуб «Атлетико Хуниор». Участник Олимпийских игр-1980.

## Карьера

### Клубная
Фернанадо выступал за «Атлетико Хуниор» с 1976 года. В его составе он дважды выигрывал первенство страны (1977 и 1980 годы), а в 1983 году стал вице-чемпионом. Сезон 1982 года колумбиец провёл в другой команде — «Индепендьенте Медельин», однако по окончании вернулся в прежний клуб. Полузащитник ушёл из «Атлетико Хуниор» в 1985 году, перейдя в «Атлетико Букараманга». Там он завершил игровую карьеру в 1986 году.

### В сборной
В 1980 году Фиорильо поехал на Летние Олимпийские игры, которые проходили в СССР. На футбольном турнире он принял участие в двух матчах: против Кувейта (ничья 1:1) и Чехословакии (поражение 0:3). В итоге Колумбия не смогла выйти из группы B, заняв 3 место.
В 1983 году Фернандо был включён в заявку на Кубок Америки. На турнире он сыграл два матча группового этапа: с Перу и Боливией. Обе встречи закончились со счётом 2:2, второй мяч перуанцам забил он сам. Несмотря на это, игроки из Колумбии не прошли групповой этап.